# Viridigona bisetosa
Viridigona bisetosa är en tvåvingeart som beskrevs av Stefan Naglis 2003. Viridigona bisetosa ingår i släktet Viridigona och familjen styltflugor. Inga underarter finns listade i Catalogue of Life.